# Поляруш Андрій Олександрович
Поляруш Андрі́й Олекса́ндрович — старший сержант Збройних сил України, учасник російсько-української війни.

## З життєпису
Родом з Тернопільської області. З весни 2014-го — від 17 березня мобілізований, стояли у Сумській області на блокпостах. На Донбасі воював у складі 24-ї окремої механізованої бригади, артилерійська батарея артилерійського дивізіону, Луганська область. У лютому 2015-го повернувся додому.

## Нагороди
За особисту мужність і героїзм, виявлені у захисті державного суверенітету та територіальної цілісності України, вірність військовій присязі, відзначений — нагороджений
- 27 червня 2015 року — орденом «За мужність» III ступеня.